# سکه هزار ریالی
سکه هزار ریالی یا ۱۰۰ تومانی، از روز یکشنبه یازدهم اسفند سال ۱۳۸۷ وارد بازار ایران شد. تصویر روی سکه عبارتست از مبلغ اسمی آن در وسط، عبارت «جمهوری اسلامی ایران» و قله دماوند در بالا، سال ضرب در پائین و خوشه گندم در حاشیه؛ تصویر پل خواجو و خورشید نیز در پشت سکه قرار دارند.
در تاریخ ۳۰ دی ۱۳۹۱ نیز گونه ای جدید از این سکه‌ها با تصویر بارگاه حضرت شاه‌چراغ وارد بازار شد. چهار گونه یادبود از این سکه به مناسبت‌های روز جهانی آمار، عید قربان، عید غدیر و ۱۵ شعبان نیز ضرب شده‌است.